# Аккаїново
Аккаї́ново (рос. Аккаиново, башк. Аҡҡайын) — присілок у складі Бірського району Башкортостану, Росія. Входить до складу Маядиковської сільської ради.
Населення — 53 особи (2010; 45 у 2002).
Національний склад:
- башкири — 71 %